# Копенгагенський союзний договір
Копенгагенський союзний договір — договір між Московським царством і Данським королівством, підписаний 22 (11) жовтня 1709 в м. Копенгаген (Данія) у ході Північної війни 1700—1721 після перемоги московської армії над шведським військом у Полтавській битві 1709. До серпня 1700 Данія вже була союзницею Росії в анти-шведській коаліції «Північний союз». Тоді Данське королівство приєдналося до коаліції (у складі Російської держави, Речі Посполитої та Саксонського курфюрства) за умовами підписаного 16 липня 1699 московсько-данського трактату, ратифікованого 1700 данським королем Фредеріком IV Ольденбургом і московським царем Петром I. У цій угоді Швеція була названа «нападником» і «кривдником» країн-підписантів договору. Приєднуючись до «Північного союзу», Данія зобов'язувалася вести зі Швецією війну «до самого її завершення».
У разі спільної перемоги Росія мала отримати Інгрію (у 13–15 ст. так називалася підвладна Новгороду територія народності іжори, а саме — землі по обидва береги р. Нева і південно-західного Приладож'я) і Карелію, Річ Посполита — Ліфляндію (північна частина сучасної Латвії та південна частина сучасної Естонії) й Естляндію (історична назва північної частини Естонії), а Данія — повернути собі скандинавські області Халланд, Емтланд, Харьєдален, Сконе, Блекінге й Бохуслен та острови Ґотланд і Езель, анексовані в неї Швецією після невдалих для Данії дансько-шведських війн 1643–45 і 1657–58. Згідно з планом союзників, Данія 1700 атакувала свого південного сусіда — герцогство Гольштейн, яке підтримувало Швецію.
Тим часом загроза встановлення монопольного контролю держав «Північного союзу» над акваторією Балтійського моря занепокоїла західноєвропейські країни, спонукаючи їх до відповідних дій. У серпні 1700 об'єднаний флот Швеції, Англії та Голландії (нині Нідерланди) бомбардував данську столицю — Копенгаген. Російська держава обіцяла Данії додаткові субсидії на продовження війни зі Швецією, але король Фредерік IV Ольденбург відмовився від них і вийшов з «Північного союзу». 18 серпня 1700 у замку Травенталь (поблизу Любека, нині місто в Німеччині) Данія підписала мирний договір з Гольштейном на умовах, продиктованих шведським королем Карлом XII, — визнання суверенітету Гольштейну та виплата йому (Гольштейну) репарацій за завдані агресією «збитки».
Після Полтавської битви 1709 король Фредерік IV відправив до царя Петра I надзвичайного посланника — барона фон Ранцова «з привітанням государю щодо вікторії полтавської, а також і для вимагання, аби королю його з государем у союз наступальний та оборонний проти Швеції вступити». Переговори Петра I з данським посланником пройшли в м. Торунь (Польща), де тільки-но, 20 (9) жовтня 1709, було підписано Торунський союзний договір, за яким до антишведської війни знову долучився курфюрст саксонський Фрідріх-Август I (див. Август II Фридерик). Здобути для Данії субсидію від Росії на поновлення бойових дій у рамках антишведської коаліції фон Ранцову не вдалося. Впевненість Росії у власних силах і твердість московської дипломатії змусили короля Фредеріка IV піти на поступки, і московський посланник у Данії князь В.Долгоруков та данський міністр О. Граббе підписали в Копенгагені договір — Копенгагенський союзний договір — про московсько-данський антишведський воєнно-політичний союз на умовах, вигідних царю Петру I. Текст договору містив стислу преамбулу і складався із 10 пунктів, які передбачали, що Данія без усяких субсидій бере на себе зобов'язання:
- поновити наступальні бойові дії проти Швеції;
- сприяти поверненню саксонського курфюрста Фрідріха-Августа I на польський престол у статусі короля Речі Посполитої Августа II;
- відновити торгівлю та вільний прохід московських кораблів через підконтрольні Данії балтійські протоки;
- «схиляти» до війни зі шведами Пруссію;
- узгоджувати свою подальшу зовнішню політику з іншими союзниками по «Північному союзу».

У відповідь Росія в разі спільної перемоги над Швецією погоджувалася на повернення Данії анексованих у неї в минулому шведами територій. Для кращого московсько-данського порозуміння московський посланник князь В.Долгоруков отримав від царя фінансування в обсязі 1865 рублів і наказ підкупати на ці кошти данських міністрів в інтересах Московської держави: «давати їм не одразу, але часто і потроху, щоб завжди дивилися із рук».
Успіхи московської дипломатії у відбудові «Північного союзу» були належним чином оцінені царем Петром I: перший міністр Посольської канцелярії граф Г. Головкін 1709 був призначений державним канцлером.